# (32196) 2000 OK
2000 OK (asteroide 32196) é um asteroide da cintura principal. Possui uma excentricidade de 0.17553220 e uma inclinação de 3.97106º.
Este asteroide foi descoberto no dia 19 de julho de 2000 por Graham E. Bell em Eskridge.